# Bodiluddelingen 1957
Bodiluddelingen 1957 blev afholdt i 1957 i World Cinema-biografen i København og markerede den 10. gang at Bodilprisen blev uddelt.

## Vindere
| Bedste mandlige hovedrolle                  | Bedste kvindelige hovedrolle               |
| ------------------------------------------- | ------------------------------------------ |
| - Peter Malberg for Ingen tid til kærtegn   | - Birgit Sadolin for Tre piger fra Jylland |
| Bedste mandlige birolle                     | Bedste kvindelige birolle                  |
| - ikke uddelt                               | - ikke uddelt                              |
| Bedste danske film                          | Bedste amerikanske film                    |
| - Ingen tid til kærtegn af Annelise Hovmand | - ikke uddelt                              |
| Bedste europæiske film                      | Bedste dokumentarfilm                      |
| - Sommernattens smil af Ingmar Bergman      | - Ellehammer-filmen af Jørgen Roos         |